# Кастелковати
Кастелкова̀ти (на италиански: Castelcovati, на източноломбардски: Castelcuàt, Кастелкуат) е градче и община в Северна Италия, провинция Бреша, регион Ломбардия. Разположено е на 121 m надморска височина. Населението на общината е 6570 души (към 2013 г.).